# Felix Gebhard

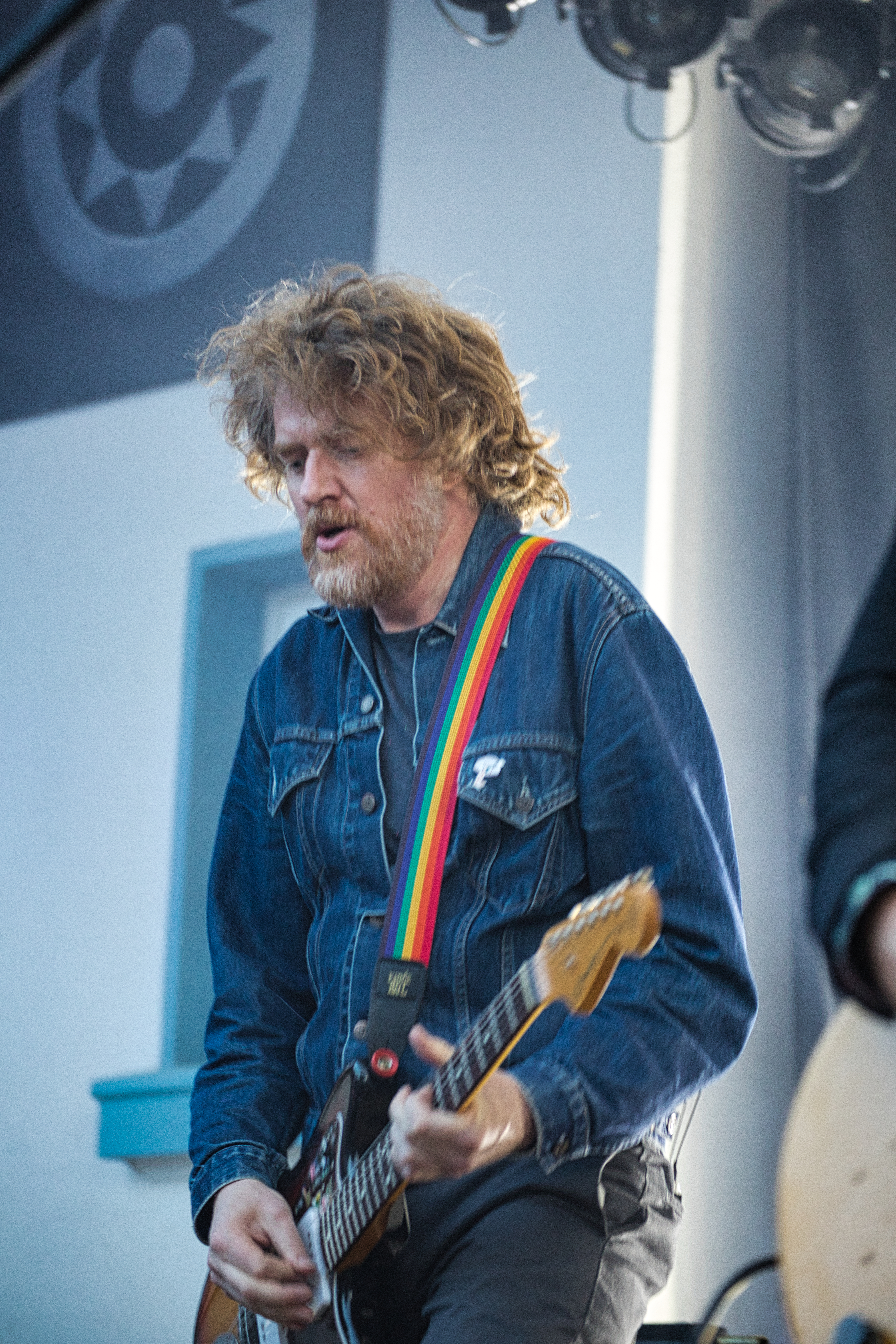
Felix Gebhard auf dem Orange Blossom Special Festival, 2024

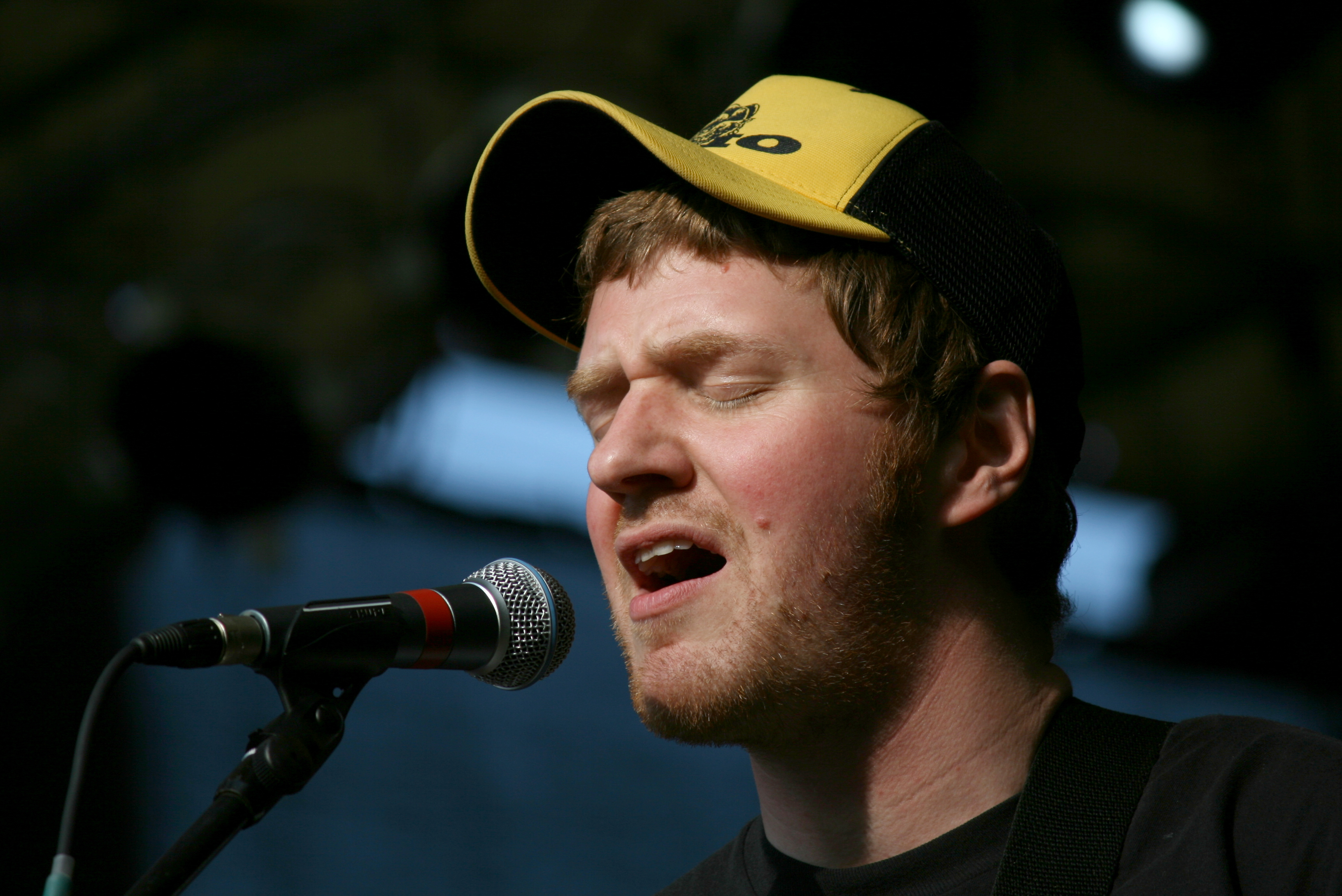
Felix Gebhard, 2008

Felix Gebhard ist ein deutscher Musiker und Fotograf.
Zwischen 1994 und 2012 betrieb er die Band Home of the Lame. Er lebt und arbeitet in Berlin. Nach einigen Alben auf Cassette und CD-R erschien 2003 die 4-Track EP Home of the Lame, die mittlerweile restlos vergriffen ist. 2005 erschien das erste reguläre Album Here, of All Places auf dem Label Grand Hotel van Cleef. Am 3. November 2006 veröffentlichte Felix Gebhard die EP Habitat, auf der fünf akustische Songs enthalten sind. Im Zuge dieser Veröffentlichung ging er für 16 Konzerte mit dem schwedischen Musiker Mats Bengtsson auf Tour, der ihn auf dem Keyboard und dem Akkordeon begleitete. Bei seinen Konzerten im Jahre 2006 wurde Gebhard hin und wieder von einer Band bestehend aus Alex Böll (E-Bass), Kai Oldenbüttel (Schlagzeug) und Kai Bewersdorf (Gitarre, Keyboard) begleitet. Seit Juli 2007 bestand das Line-up aus Böll (Bass), Ingo Schröder (Gitarre), Christian Hake (Schlagzeug). Seit März 2008 wurde die Band zudem von Marcus Schneider (Keyboard) unterstützt. Am 1. Februar 2008 erschien mit Sing What You Know das zweite Album der Band, ebenfalls bei Grand Hotel van Cleef. Am 21. September 2012 erschien Home of the Lames letzte EP The Tree Museum auf dem bandeigenen Label Lametunes.
Gebhard war Mitglied der Hansen Band, gegründet zusammen mit Jürgen Vogel, Marcus Wiebusch (Kettcar), Thees Uhlmann (Tomte) und Max Schröder (Olli Schulz und der Hund Marie und Tomte) für den halbdokumentarischen Film Keine Lieder über Liebe. 2009 veröffentlichte er seine erste Solo-EP Exit Felix Gebhard. Mit seit dem Ende von Home of the Lame erschienenen Tonträgern wendet sich Gebhard eher experimentellerer Musik zu.
Seit 2014 ist Gebhard Tour-Keyboarder bei Einstürzende Neubauten. Im Juli 2021 stellten Muff Potter Gebhard als neuen Gitarristen vor. Felix Gebhard spielt seit 2021 Gitarre im Industrial-Noise-Projekt Zahn neben Schlagzeuger Nic Stockmann und Bassist Chris Breuer (HEADS.). 2025 begleitet er Tocotronic als Tour-Gitarrist. 

## Diskografie
Numbfire
- 1994: Numbfire / Pressure Flip (Split 7")
- 1995: Numbfire (Album)

Home of the Lame
- 2003: Home of the Lame (EP)
- 2005: Here, of All Places (Album)
- 2006: Habitat (EP)
- 2008: Sing What You Know (Album)
- 2012: The Tree Museum (EP)

Felix Gebhard
- 2009: Exit Felix Gebhard (EP)
- 2009: Ryan Stratton / Felix Gebhard (Split 7")
- 2012: Early in the A.M. (EP)
- 2013: Wise Words for Elmore Bubbles (Album)
- 2013: Gone for Walks (Album)
- 2013: Im Merzbau (Album)
- 2016: Limitations (Album)
- 2017: Meditations (Album)

Hinterlandt
- 2009: All Things Considered (Album)

Zahn
- 2021: Zahn (Album)

Muff Potter
- 2022: Bei Aller Liebe (Album)